# سیان فیلیپس
سیان فیلیپس (به انگلیسی: Siân Phillips)(زاده ۱۴ می ۱۹۳۳) بازیگر انگلیسی است.
از کارهای معروف او می‌توان به بازی در فیلم والمونت، آن‌سوی آینه، سرزمین تابستان و دکتر و شیاطین اشاره کرد.